# Skocznia narciarska na polanie Przysłop pod Baranią Górą
Skocznia narciarska na Przysłopie – nieistniejąca skocznia narciarska na polanie Przysłop pod Baranią Górą w Beskidzie Śląskim. Została zbudowana w latach 1927–1928 dzięki wielkiemu osobistemu zaangażowaniu Karola Krokera, pierwszego gospodarza uruchomionego parę lat wcześniej schroniska PTT na Przysłopie pod Baranią Górą.
Obiekt nazywano popularnie „Ślązaczką”. Jej gospodarzem był powstały w 1928 r. „Śląski Klub Narciarski” z siedzibą w Katowicach, który zresztą wkrótce swą liczebnością wysunął się na czoło wszystkich klubów narciarskich, zarejestrowanych w PZN. W zorganizowanych na tym obiekcie Narciarskich Mistrzostwach Śląska na rok 1928–1929 startowała cała ówczesna elita polskich skoczków, z Bronisławem Czechem i Stanisławem Marusarzem na czele.
W późniejszych latach na baraniogórskiej skoczni skakali głównie członkowie założonego w 1929 r. Baraniogórskiego Śląskiego Klubu Narciarskiego z siedzibą w Istebnej. Po wojnie skakano tu już znacznie mniej, a ze względu na utrudniony dostęp nie organizowano też większych zawodów. Nieremontowany obiekt z roku na roku niszczał coraz bardziej, aż w końcu drewniany rozbieg grożący zawaleniem  rozebrano w 1977 roku.